# Elattostachys angulosa
Elattostachys angulosa är en kinesträdsväxtart som beskrevs av F. Adema. Elattostachys angulosa ingår i släktet Elattostachys och familjen kinesträdsväxter. Inga underarter finns listade i Catalogue of Life.